# Neozavrelia mongolensis
Neozavrelia mongolensis är en tvåvingeart som beskrevs av Reiss 1971. Neozavrelia mongolensis ingår i släktet Neozavrelia och familjen fjädermyggor. Inga underarter finns listade i Catalogue of Life.